# Rolandas Pavilionis
Rolandas Pavilionis (3. července 1944 Šiauliai – 10. května 2006 Vilnius) byl litevský politik a filozof.
V letech 1990 až 2000 působil jako rektor Vilniuské univerzity. V volbách v roce 2004 byl zvolen poslancem Evropského parlamentu za Liberálně demokratickou stranu a v Evropském parlamentu vstoupil do frakce Unie pro Evropu národů. Po jeho smrti v roce 2006 jej v Evropském parlamentu nahradil Eugenijus Maldeikis.